# Midões (Tábua)
Midões is een plaats (freguesia) in de Portugese gemeente Tábua en telt 1757 inwoners (2001).